# Phialocephala humicola
Phialocephala humicola är en svampart som beskrevs av S.C. Jong & E.E. Davis 1973. Phialocephala humicola ingår i släktet Phialocephala och familjen Vibrisseaceae.   Inga underarter finns listade i Catalogue of Life.